# Museo archeologico nazionale di Venosa
Il Museo Archeologico Nazionale "Mario Torelli" di Venosa, in provincia di Potenza, è allestito all'interno del castello aragonese. Inaugurato nel 1991, ospita i reperti delle aree archeologiche di Notarchirico e dell'antica Venusia.
Dal dicembre 2014 il Ministero per i beni e le attività culturali lo gestisce tramite il Polo museale della Basilicata, nel dicembre 2019 divenuto Direzione regionale Musei.
Il 17 maggio 2021, in occasione dell'inaugurazione del nuovo allestimento, il Museo è stato intitolato all'archeologo Mario Torelli.

## Descrizione
L'area espositiva si divide in cinque sezioni riguardanti il periodo pre-romano, la fase della romanizzazione, il periodo dalla fine dell'età repubblicana all'età augustea, l'età imperiale e il periodo tardo imperiale fino al IX secolo.